# Syrastrenoides horishana
Syrastrenoides horishana är en fjärilsart som beskrevs av Matsumura 1927. Syrastrenoides horishana ingår i släktet Syrastrenoides och familjen ädelspinnare. Inga underarter finns listade i Catalogue of Life.